# Stenocercus formosus
Espèce
Synonymes
- Scelotrema formosum Tschudi, 1845
- Liocephalus formosus (Tschudi, 1845)
- Stenocercus seydi Andersson, 1908
- Ophryoessoides formosus (Tschudi, 1845)

Stenocercus formosus est une espèce de sauriens de la famille des Tropiduridae.

## Répartition
Cette espèce est endémique de la région de Junín au Pérou.

## Publication originale
- Tschudi, 1845 : Reptilium conspectus quae in Republica Peruana reperiuntur et pleraque observata vel collecta sunt in itinere. Archiv für Naturgeschichte, vol. 11, n. 1, p. 150-170 (texte intégral).